# José Luiz Júnior
José Luiz Júnior (Bezerros, 9 de janeiro de 1940) é um jornalista, político e ex-futebolista brasileiro. Foi vice-prefeito de Campina Grande entre 2005 e 2013.

## Carreira

### Futebol
Antes de tornar-se jornalista e político, José Luiz Júnior iniciou sua carreira no futebol, contrariando seus pais (José Gomes de Souza e Marta Gomes de Souza). Na época de jogador, era conhecido por Zé Luiz, e começou atuando nas categorias de base do Alecrim e do ABC, profissionalizando-se no Botafogo de João Pessoa. Suas atuações pelo clube da capital chamaram a atenção do Ypiranga, na época um dos grandes times do futebol baiano, juntamente com Bahia e Vitória. Em 1962 foi contratado pelo Campinense, conquistando o Campeonato Paraibano pela primeira vez em sua carreira. Defendeu ainda a Portuguesa entre 1963 e 1964, quando voltou ao Campinense, vencendo 2 campeonatos paraibanos de forma seguida.
Em 1966, assinou com o Treze, por intermédio do novo presidente Edvaldo do Ó, seu amigo pessoal. Pelo Galo da Borborema, sagrou-se campeão estadual de forma invicta. Entre 1970 e 1971 vestiu a camisa do Ferroviário, antes de regressar ao Treze e pendurar as chuteiras em 1973, um ano depois de ter disputado sua primeira eleição.

## Carreira política
Em 1972, aos 32 anos e ainda em atividade como jogador de futebol, Zé Luiz candidatou-se a vereador pela ARENA. Durante sua campanha, o principal projeto era a construção de um novo estádio de futebol em Campina Grande. Eleito com a maior votação (4.495 votos), veria o projeto de uma nova praça esportiva tornar-se realidade em 1975, com a inauguração do estádio Amigão. Foi reeleito em 1976, com 2.410 votos.
Credenciou-se a disputar a eleição para deputado estadual em 1982, desta vez pelo PMDB (foi preterido na convenção que escolheu o candidato a vice de Ronaldo Cunha Lima na eleição municipal, dando lugar a Antônio de Carvalho Sousa), sendo eleito com 21.075 votos. Após não disputar a reeleição em 1986, foi novamente eleito vereador em 1988, pelo PMB.
Em 1992, já filiado ao PDT, José Luiz foi reeleito para com 3.399 votos. Dois anos depois, em 1994, disputou uma vaga na Assembleia Legislativa novamente pelo PDT. Elegeu-se com a oitava maior votação (16.529 votos)
Em 1998, disputou sua única eleição para deputado federal, pelo PMDB. Embora obtivesse 40.838 votos, José Luiz não conseguiu uma vaga na Câmara dos Deputados. Filiou-se ao PSB em 2002, quando disputou sua última eleição para deputado estadual. Seus 11.675 votos foram insuficientes para se eleger, ficando como suplente.
De volta ao PMDB em 2004, foi escolhido como candidato a vice-prefeito na chapa de Veneziano Vital, que seria eleito prefeito de Campina Grande apenas no segundo turno, com apenas 791 votos de vantagem sobre seu concorrente Rômulo Gouveia (PSDB). Ambos seriam reeleitos em 2008, quando José Luiz filiou-se ao PSC. Em abril de 2010, passou por um transplante de fígado, recebendo alta pouco depois. Deixou o PSC em setembro de 2011 e filiou-se pela quarta vez ao PMDB
Em 2012, afastou-se do cargo de vice-prefeito para candidatar-se a vereador (sua pré-candidatura a prefeito chegou a ser cogitada, mas o partido indicou Tatiana Medeiros como a representante peemedebista no pleito). Com 2.052 votos, não conseguiu eleger-se para o cargo. Em 1 de janeiro de 2013, Veneziano e José Luiz deram lugar a Romero Rodrigues e Ronaldo Cunha Lima Filho, respectivamente.
Suas últimas funções foram durante o primeiro mandato de Romero Rodrigues, que nomeou o ex-vice-prefeito como novo assessor e também como coordenador do programa Fome Zero, em 2015. Ele ainda pensou em disputar a eleição municipal de 2020, mas não se filiou a nenhum partido e ficou de fora da disputa.

## Carreira no jornalismo
Além da política, José Luiz também teve passagens destacadas como jornalista. Comandou programas nas TVs Borborema e Correio, fazendo um jornalismo que promovia ajuda aos menos favorecidos. Seu principal bordão era "Venha comigo!", que foi usado tanto em seus programas quanto nas eleições que disputou.